# Phyllarachne
Phyllarachne levicula és una espècie d'aranya araneomorfa de la subfamília Erigoninae, dins de la família Linyphiidae. És l'únic membre del gènere monotípic Phyllarachne.
És un endemisme que es pot trobar a Borneo.
Fou descrit per primera vegada per Alfred Frank Millidge i A. Russell-Smithl'any 1992,.